# Lucas Bond
Lucas Bond ist ein britischer Kinderdarsteller.

## Leben
Seine erste Rolle erhielt Lucas Bond in dem Horrorfilm Lady of Csejte von Andrei Konst. Nach einer Nebenrolle in Molly Moon von Christopher N. Rowley als Gerry Oakly, erhielt er in dem Horrorfilm Slumber von Jonathan Hopkins seine erste Hauptrolle und spielte in dem Horrorfilm The Cleansing Hour von Damien LeVeck den kindlichen Protagonisten Max.
In Summerland von Jessica Swale spielt er Frank, einen während des Zweiten Weltkrieges aus London evakuierten Jungen. In der Fernsehserie Star Wars: Andor spielte er 2022 die Hauptfigur des Spions Cassian Andor im Jugendalter.

## Filmografie (Auswahl)
- 2015: Die dunkle Gräfin (Lady of Csejte)
- 2015: Molly Moon (Molly Moon and the Incredible Book of Hypnotism)
- 2016: Of Kings and Prophets (Fernsehserie, 2 Folgen)
- 2017: Nightmare – Schlaf nicht ein! (Slumber)
- 2018: Susu
- 2019: The Cleansing Hour
- 2020: Summerland
- 2022: Star Wars: Andor (Fernsehserie, 2 Folgen)